# Boris Büchler
Boris Büchler (* 8. August 1969 in Hachenburg) ist ein deutscher Sportreporter und Filmemacher.

## Leben
Büchler studierte nach dem Abitur an der Deutschen Sporthochschule Köln Sportwissenschaften mit dem Schwerpunkt „Sportpublizistik“. Nach seinem Studium war er dort als Lehrbeauftragter für das Seminar „TV-Sportberichterstattung“ verantwortlich.
Seine journalistische Laufbahn begann 1993 als Redakteur beim WDR in Düsseldorf und Köln, wo er für die Fernsehsendungen Aktuelle Stunde und „Sport im Westen“ tätig war. 1996 wechselte er in die Sportredaktion des ZDF. Dort kommt er seitdem als Redakteur, Reporter, Live-Interviewer und Filmemacher zum Einsatz. Büchler kommentiert Spiele der Fußball-Bundesliga und des DFB-Pokals im Aktuellen Sportstudio, dreht Dokumentationen (u. a. „WM-Fieber 2006“, „Oliver Kahn-Dokumentation 2008“), Reportagen und ist für das ZDF ständiger Begleiter der deutschen Fußballnationalmannschaft, über die er bei Weltmeisterschaften (WM 1998, 2002, 2006, 2010, 2014) und Europameisterschaften (EM 2000, 2004, 2008 und 2016) berichtete. Als Storymacher und Kommentator war er u. a. bei den Olympischen Spielen 1998 in Nagano (Japan), Sydney (Australien) 2000 und Athen (Griechenland) 2004 dabei.
In der Süddeutschen Zeitung wurde Büchler anlässlich der Fußball-Europameisterschaft 2008 als „Kellerkind“ bezeichnet, der im Gegensatz zu den präsenten Gesichtern kenntnisreich agiere und dadurch den Respekt der interviewten Fußballer gewänne.
Kurz nach dem Achtelfinalspiel des deutschen Teams bei der Weltmeisterschaft 2014 reagierte Per Mertesacker auf die von Reporter Boris Büchler geäußerte Kritik an der Mannschaftsleistung ungehalten. Dies führte zu einem starken Echo in Presse und sozialen Netzwerken, das Interview wurde teilweise auch parodiert. Seine Berichterstattung wurde im Rahmen von Thomas Horkys wissenschaftlicher Arbeit „Die Fußballweltmeisterschaft als Kommunikationsthema“ untersucht. Seit 2005 lebt Büchler in Mainz; zuvor lebte er 10 Jahre in Köln.